# Oppositionswort
Oppositionswort ist ein Begriff aus der altphilologischen Sprachforschung. Er besagt, dass gegensätzliche Wortbedeutungen in einem Begriff enthalten sind. Oppositionsworte werden synonym auch als Urworte bezeichnet. Antonyme enthalten jeweils nur eine von zwei gegensätzlichen Bedeutungen wie z. B. das Wortpaar ›heiß‹ und ›kalt‹. Oppositionsworte weisen dagegen zwei gegensätzliche Bedeutungen in einem einzigen Begriff auf.

## Beispiele
In den ältesten Sprachen gibt es Urworte, die eine in sich gegensätzliche Bedeutung enthalten,
1. so z. B. altgriechisch λὁγος (logos) = ›Wertschätzung‹, ›Vernunft‹ – aber auch – ›leeres Gerede‹, ›Geschwätz‹.[3]
2. oder z. B. lateinisch sacer = ›heilig‹, ›geweiht‹ – aber auch – ›verrucht‹, ›verabscheuenswert‹.[4]

Ad 1) Michel Foucault versteht die Geschichte des Wahnsinns und seiner Ausgrenzung im Zeitalter der Vernunft als Anliegen seiner gesellschaftskritischen Darstellung. Er versucht, diese Aus- und Abgrenzung insofern zu relativieren, als er eine Besinnung auf die gesellschaftlichen Bedingungen der Abgrenzung von Vernunft und Irrsinn und die damit verbundenen Interessenlagen darstellt. Foucault schreibt:
„Man muß in der Geschichte jenen Punkt Null der Geschichte des Wahnsinns wiederzufinden versuchen, an dem der Wahnsinn noch undifferenzierte Erfahrung, noch nicht durch eine Trennung gespaltene Erfahrung ist.“
Dieses Anliegen wurde bereits in der Antike durch die Abwägung zwischen Hybris und Sophrosyne aufgenommen und durch die Thesen von Thrasymachos und Kallikles vertreten.
Ad 2) Freud deutet die entgegengesetzten Bedeutungen eines Oppositionswortes in seiner Moses-Abhandlung als Ausdruck der Ambivalenz. Damit zeige sich die Bedeutung der Affektivität, welche die Unmöglichkeit einer rationalen Begründung in sich schließe. Die pejorative Bedeutung des lateinischen Worts ›sacer‹ ist in dem geflügelten Zitat ›auri sacra fames‹ von Vergil enthalten – der verfluchte Hunger nach Gold! Auch in der deutschen Bedeutung des Wortes heilig ist die pejorative Bedeutung mit enthalten, so etwa in Wendungen wie ›heilige Unordnung‹, ›heilig's Blechle‹, ›heilige Kanone‹ usw.

## Rezeption
Sigmund Freud hat auf die Bedeutung der Urworte in seinem Werk Die Traumdeutung hingewiesen. Der Traum stellt sich oft in gegensätzlichen Alternativen dar, die von Freud als Ausdruck des Primärprozesses angesehen wurden. Jürgen Habermas referiert in seinem Aufsatz Der Universalitätsanspruch der Hermeneutik diese Feststellungen Freuds und reiht sie in die Ergebnisse der Sprachforschung und der Deutung von Paläosymbolen ein. Er vermutet, dass die Einstellungsambivalenz ursächlich für die Entstehung von Urworten ist und daher auch in der Sprachpathologie eine Rolle spielt. Bei bestimmten Formen mangelhafter Sprachentwicklung sei die Trennung von öffentlicher und privater Welt z. Tl. noch nicht klar genug ausgeprägt (Adualismus). Die Entwicklung der durch Carl Abel beschriebenen Urworte zu Antonymen entspricht somit der psychologischen Entwicklung vom primärprozesshaften Denken zum Denken nach Gesichtspunkten des Sekundärprozesses, siehe → Psychogenetisches Grundgesetz. Wolfgang Loch bestätigt, in genetischer Hinsicht sei eines der wesentlichen Merkmale der Sprache, dass die scharf umrissene Bedeutung eines Wortes sich zuletzt ausforme. Diese Bedeutung sei spätes Resultat des Sekundärprozesses. In frühen Stadien der Ontogenese hafte den Primärprozessen ein eher weiter »extensionaler« Charakter an. Erich Fromm bezeichnet die Einheit der in ihr enthaltenen Gegensätze als paradoxe Logik. Die Entwicklung der Oppositionsworte hin zu Antonymen müsste daher als Dualismus bzw. als Ausdruck des Einflusses der aristotelischen Denkgesetze anzusehen sein.